# Zgrada osnovne škole u Bristu
Zgrada osnovne škole, zgrada u Bristu u kojoj i danas djeluje osnovna škola; zaštićeno kulturno dobro.

## Opis dobra
Zgrada Osnovne škole u Bristu sagrađena je 1878. godine odlukom Dalmatinskog sabora, a na spomen pjesniku fra Andriji Kačiću Miošiću, o čemu govori i spomen-ploča na južnom pročelju. Škola je katnica tradicionalnog oblikovanja građena kamenom, s glavnim pročeljem okrenutim prema jugu. Spada u red najstarijih školskih zgrada u Dalmaciji, te je odigrala značajnu ulogu prosvjećivanja tamošnjeg pučanstva još od vremena Hrvatskog narodnog preporoda. U zgradi i danas djeluje osnovna škola Gradac – Područna škola Brist.

## Zaštita
Pod oznakom Z-5074 zavedena je kao nepokretno kulturno dobro - pojedinačno, pravna statusa zaštićena kulturnog dobra, klasificirano kao "profana graditeljska baština".